# Lubbert Torck
Lubbert Torck of Lubbert Turck (1551 - Utrecht, 28 juni 1586) was een Gelders edelman en militair gouverneur van Grave.

## Militair gouverneur van Grave

Familiewapen

Lubbert Torck, lid van de oud-adellijke familie Torck, was militair gouverneur van Grave tijdens het beleg van de stad door de Spanjaarden in 1586. Negen jaar lang was de stad in handen van de opstandelingen geweest, toen de prins van Parma probeerde Grave te heroveren. Torck verdedigde de stad te vuur en te zwaard, waarbij hij zelfs enige uitvallen deed.
Onder druk van zware beschietingen, de dreiging van een bestorming en de paniek onder het garnizoen in de stad, gaf Torck uiteindelijk op 7 juni 1586 de stad over aan Parma. Torck en z'n manschappen kregen een vrijgeleide naar Zaltbommel.
Door de Staatse militaire rechtbank werden ze echter alsnog ter dood veroordeeld voor het te snel opgeven van Grave. Drie weken na de capitulatie, op 28 juni, werden de vonnissen voor het Utrechtse stadhuis voltrokken. Vanwege zijn adellijke afkomst (hij was heer van Hemert en Delwijnen) werd Torck, 35 jaar oud, onthoofd.
De schrijfster A.L.G. Bosboom-Toussaint bewerkte in 1856 dit verhaal tot een historische novelle De baron Lubrecht Turk van Hemert als bevelhebber te Grave.